# عصر تجلیات

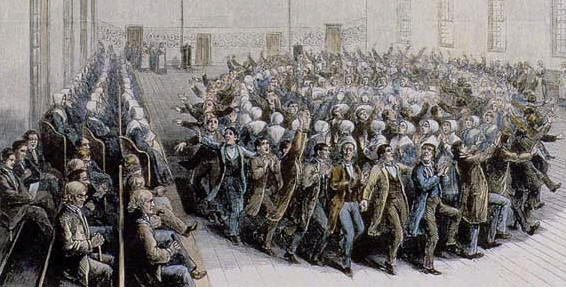
رقص شاکرها، حکاکی، ج. ۱۸۴۰

عصر تجلیات (انگلیسی: Era of Manifestations) دوره ای از سال ۱۸۳۷ تا اواسط دهه ۱۸۵۰ بود که شاکریسم تحت یک احیای معنوی قرار گرفت که با رؤیاها و تجربیات هیجان انگیز در میان پیروان آن همراه بود. آنها دیدگاه‌های خود را با آهنگ، رقص و نقاشی بیان می‌کردند.

## بررسی اجمالی
جنبش شاکریسم بین سال‌های ۱۸۲۰ و ۱۸۶۰ در اوج خود بود. در این زمان بود که این فرقه بیشترین اعضای خود را داشت و این دوره به عنوان «عصر طلایی» آن در نظر گرفته می‌شد. از نیوانگلند به ایالت‌های غرب میانه ایندیانا، کنتاکی و اوهایو گسترش یافته بود. در این دوره بود که به دلیل طراحی مبلمان شاکر و صنعتگری معروف شد. در اواخر دهه ۱۸۳۰ یک تجدید حیات معنوی، یا عصر تجلیات به وجود آمد. همچنین به دلیل مکاشفات معنوی که از مادر آن لی منتقل شده بود، به عنوان «دوره کار مادر» نیز شناخته می‌شود.